# 百倍之地

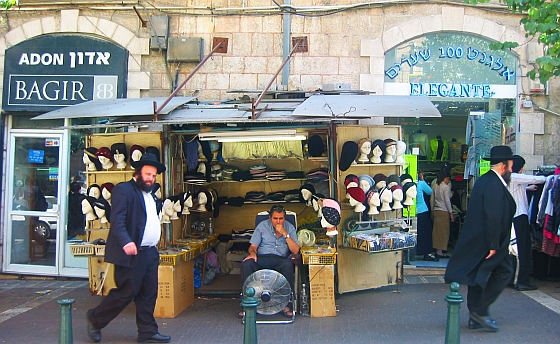
百倍之地街

百倍之地（希伯來語：מאה שערים, Mea She'arim）是耶路撒冷最古老的犹太街区之一，现主要居民是哈雷迪犹太人，由旧伊舒夫建造。

## 名称

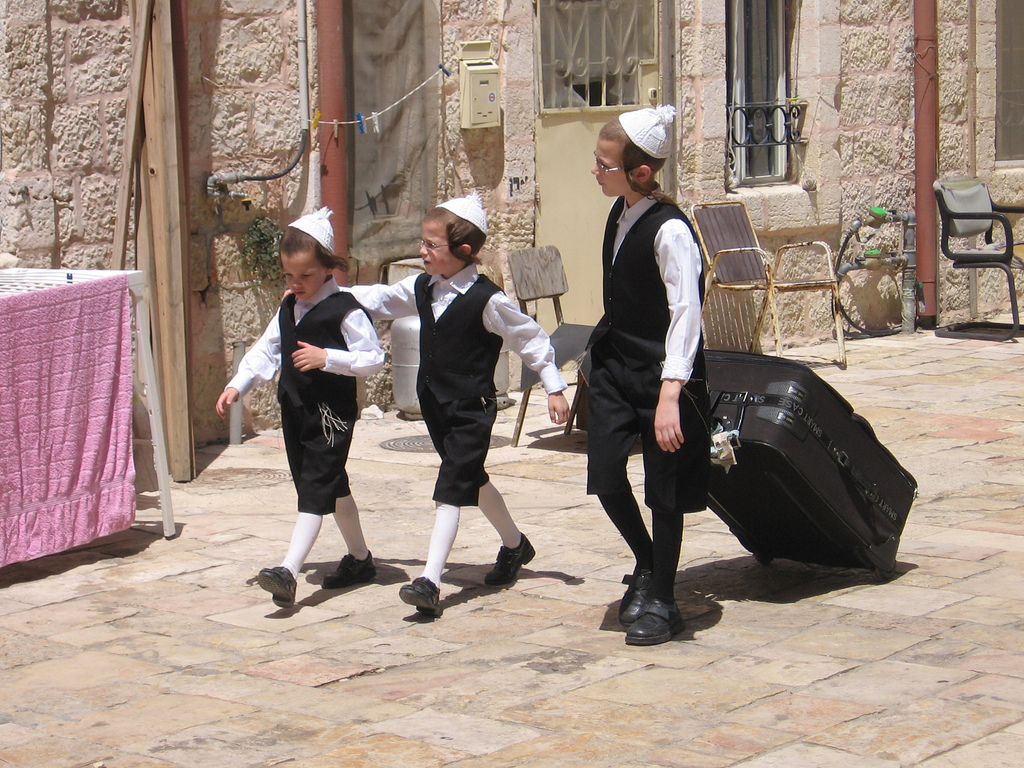
百倍之地的儿童

百倍之地这个名字源于《创世纪》26:12“以撒在那地耕种，那一年有百倍的收成。耶和华赐福给他。”根据传统，社区原本有100个门，是百倍之地另外的含义。。

## 历史

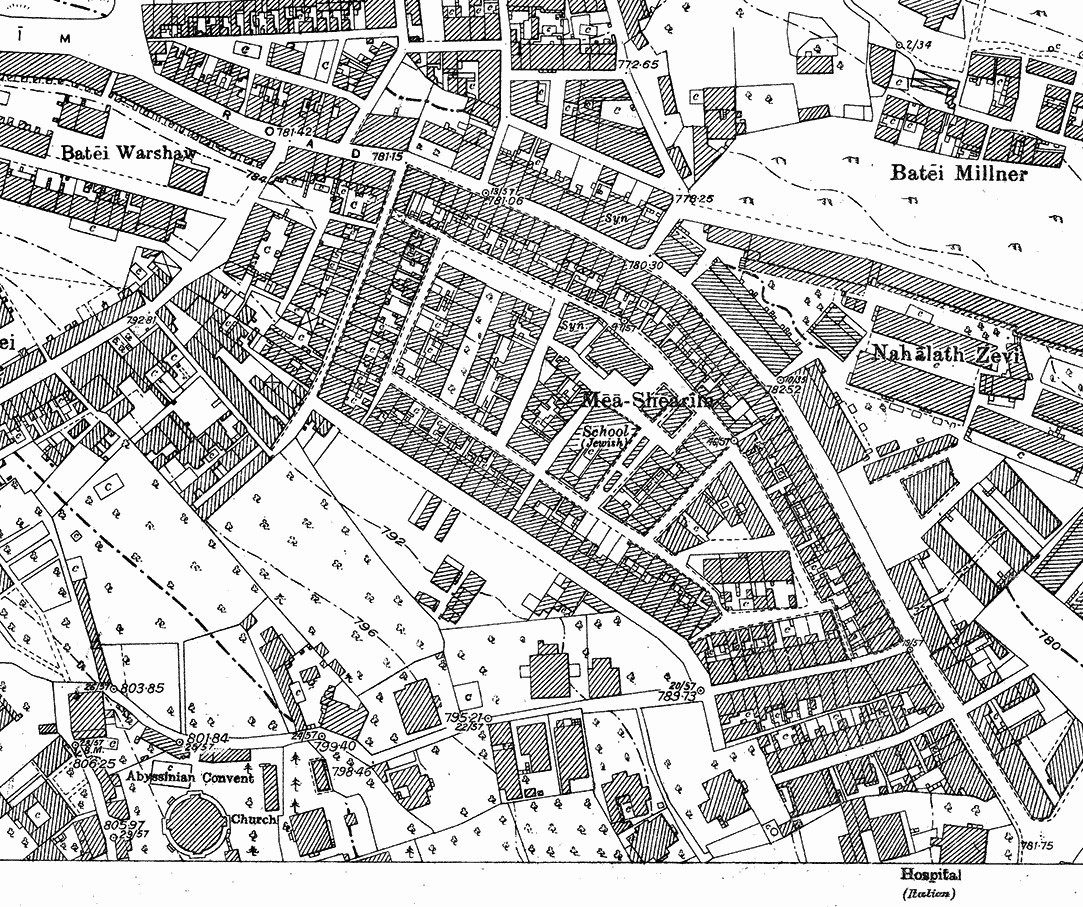
1927年规划

百倍之地建于1874年，是耶路撒冷旧城城墙以外最早的犹太人定居点之一，由100名股东组成的建房互助协会建造。因为城内已经拥挤不堪，卫生条件恶劣，会员们集中资源，购买旧城外的土地，兴建新社区，旨在改善他们的生活水平。
德国基督教建筑师和传教士康拉德·希克为百倍之地制定了规划。耶路撒冷的犹太社区的负责人之一约瑟夫·里夫林，一位来自伯利恒的阿拉伯基督徒是承包商。这项工作是由犹太和非犹太工人进行。
百倍之地是一个由围墙包围的庭院社区，每天晚上关闭大门。到1880年十月，已建成100间公寓供人入住。到了世纪之交，有300栋房屋，一个面粉厂和一家面包店。康拉德希克本计划在每个庭院设立开阔的绿地，但是却建了牛棚。百倍之地是耶路撒冷第一个安装路灯的区。

## 哈雷迪生活方式

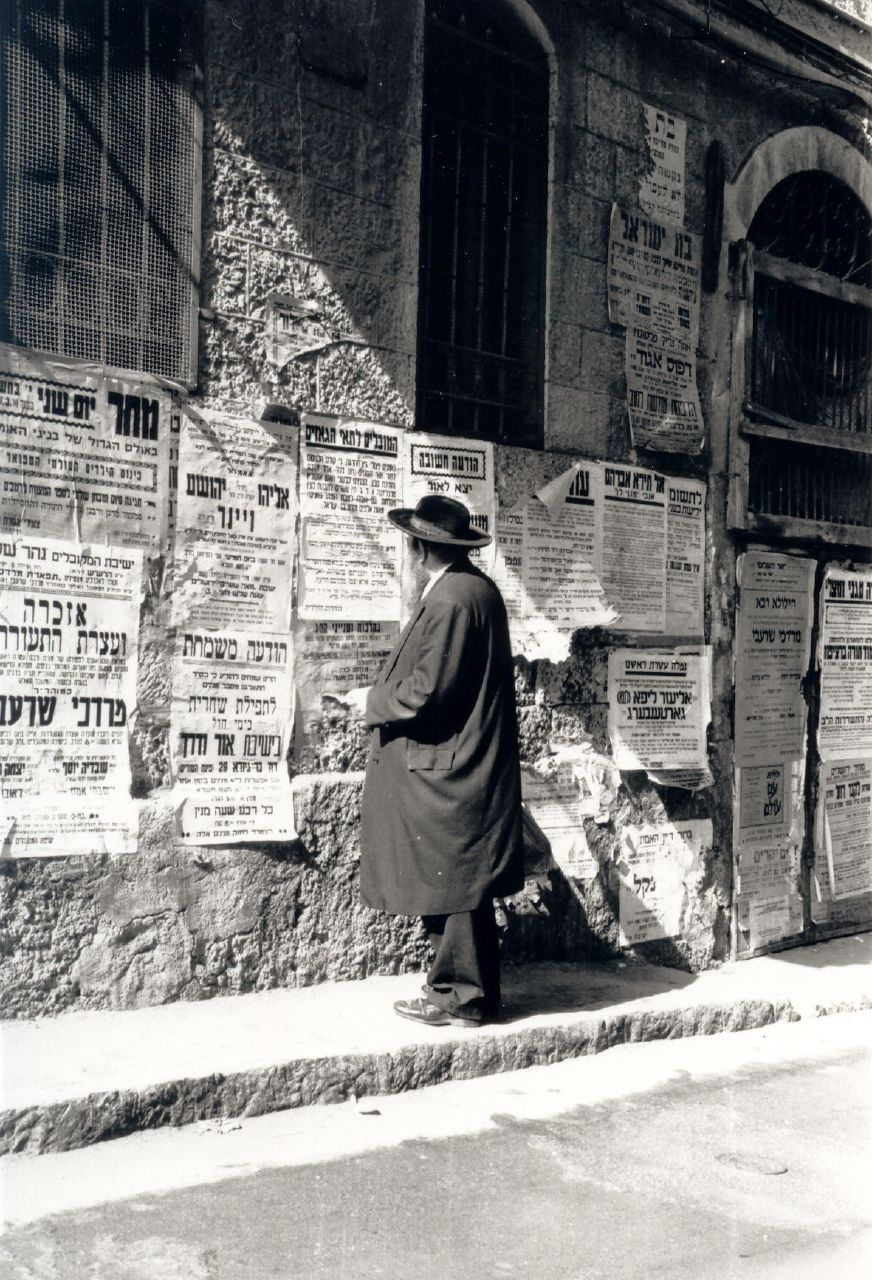

今天，百倍之地是耶路撒冷中心的一个保守社区，由于其哈雷迪和压倒性的哈西德派居民，街道保留东欧气息。生活严格围绕着遵守犹太律法、祈祷和犹太宗教典籍的研究。传统服饰包括男子的黑外套和黑帽子，女子的长袖服装。男人留胡须和鬓发。居民在日常生活中说意第绪语，希伯来语只用于祈祷和宗教的研究，因为他们认为希伯来文是一个神圣的语言，只用于宗教目的。。